# Homsz
Homsz (arabul: حمص Hims), ősi nevén: "Emesza", (görögül: ἡ Ἔμεσα) város Szíria nyugati részén, Homsz kormányzóságban.

## Fekvése
Damaszkusztól 162 km-re északra, 500 méter tengerszint feletti magasságban.

## Története
A város történelme az i. e. 2. évezredig nyúlik vissza. Neve a rómaiak idejében Emesza volt.
A város rövid ideig tartó felvirágzása az afrikai származású hadvezér, Septimus Severus római császársága idején köszöntött be, aki a város hercegének lányát vette feleségül. 218-ban azután a homszi születésű Heliogabalust választották meg a birodalom vezetőjévé. 636-ban az iszlám arab seregek foglalták el a várost, majd 1099-ben a keresztes hadak vették be.
A szíriai kormányellenes tiltakozások kapcsán 2011. május 6-ától kezdődött és egészen 2014-ig tartott.A város épületeinek egy része súlyos anyagi károkat szenvedett az ostrom ideje alatt.

## Nevezetességek
- Khálid ibn al-Válid mecsetje.
- Citadella - középkori eredetű.
- A városfal maradványai.
- Szír ortodox templom

## Közlekedés, infrastruktúra
Homsz fontos közlekedési csomópont. A városon áthalad az M5-ös szíriai autópálya, gyorsforgalmi autóút. 